# Responde
«Responde» es una canción pop del actor y cantante mexicano Diego Boneta (en ese entonces conocido simplemente como Diego), escrita y producida por Claudio Rabello, Jade Ell, Mats Hedstrom. Fue lanzada en Latinoamérica y México a principios del año 2006 por la discográfica EMI Music para su álbum debut homónimo como el sencillo principal oficial de dicho material.

## Video musical
El cantante se encuentra en un desierto junto con una chica recordándola y además tiene una cabina telefónica en donde trata de conversar con ella. 

## Rendimiento comercial
Este fue el primer sencillo del dicho disco (y del artista igualmente), el cual resultó un éxito comercial en México y países de Sudamérica, principalmente Chile y Brasil, en este último además se publicó como una versión traducida al portugués del mismo en su disco homónimo para ese país.

## Posicionamiento en listas
| Listas (2006)              | Mejor posición |
| -------------------------- | -------------- |
| Argentina (Top 20 Singles) | 19             |
| Chile (Top 20 Singles)     | 15             |
| México (Los 40)            | 15             |
| Paraguay (Radio Latina)    | 28             |